# Tätsch
Tätsch ist ein im Alemannischen bekanntes lautmalerisches Substantiv, das aus dem Verb tätsche(n) «klatschen, fallen, sich lärmend fortbewegen; schlagen; plaudern» abgeleitet ist. Entsprechend kann es zahlreiche Bedeutungen haben wie «Klatsch, Fall, Sturz, Regenguss, Streich; etwas Zerquetschtes, Plattgeschlagenes, flaches Stück Boden, flacher (und runder) Gegenstand; Klumpen; Flecken; bestimmte Spielkarte, bestimmte Pflanzen; ungeschickte Person, ungezogenes Kind». Einzelheiten und Weitergehendes findet sich im Schweizerischen Idiotikon.
Auf Speisen wie das Hacktätschli oder das Härdöpfeltätschli übertragen, bezeichnet es etwas Zerquetschtes, Flachgedrücktes, eine flache, runde Masse.
Der Tätsch ist auch ein Schwung im Schwingsport, so benannt wegen des Schlages in die Kniekehle. Der Angreifer trifft mit einem raschen und kräftigen Schlag der rechten Hand den Gegner in die linke Kniekehle, stösst im Augenblick, da durch diesen Angriff das betreffende Bein seinen festen Stand verloren hat, mit den Schultern und dem linken Arm nach halbrechtsum nach der Richtung des entgegengesetzten Schenkels hin und stösst so seinen Gegner auf den Rücken.
Im traditionellen Schiessport ist der Tätsch die Zielscheibe beim Armbrustschiessen, die aus Lehm gefertigt wird und jeweils nach einer Salve wieder glattgestrichen wird.
In Flurnamen steht das Wort für ein ebenes oder auch muldenartiges Stück Land.

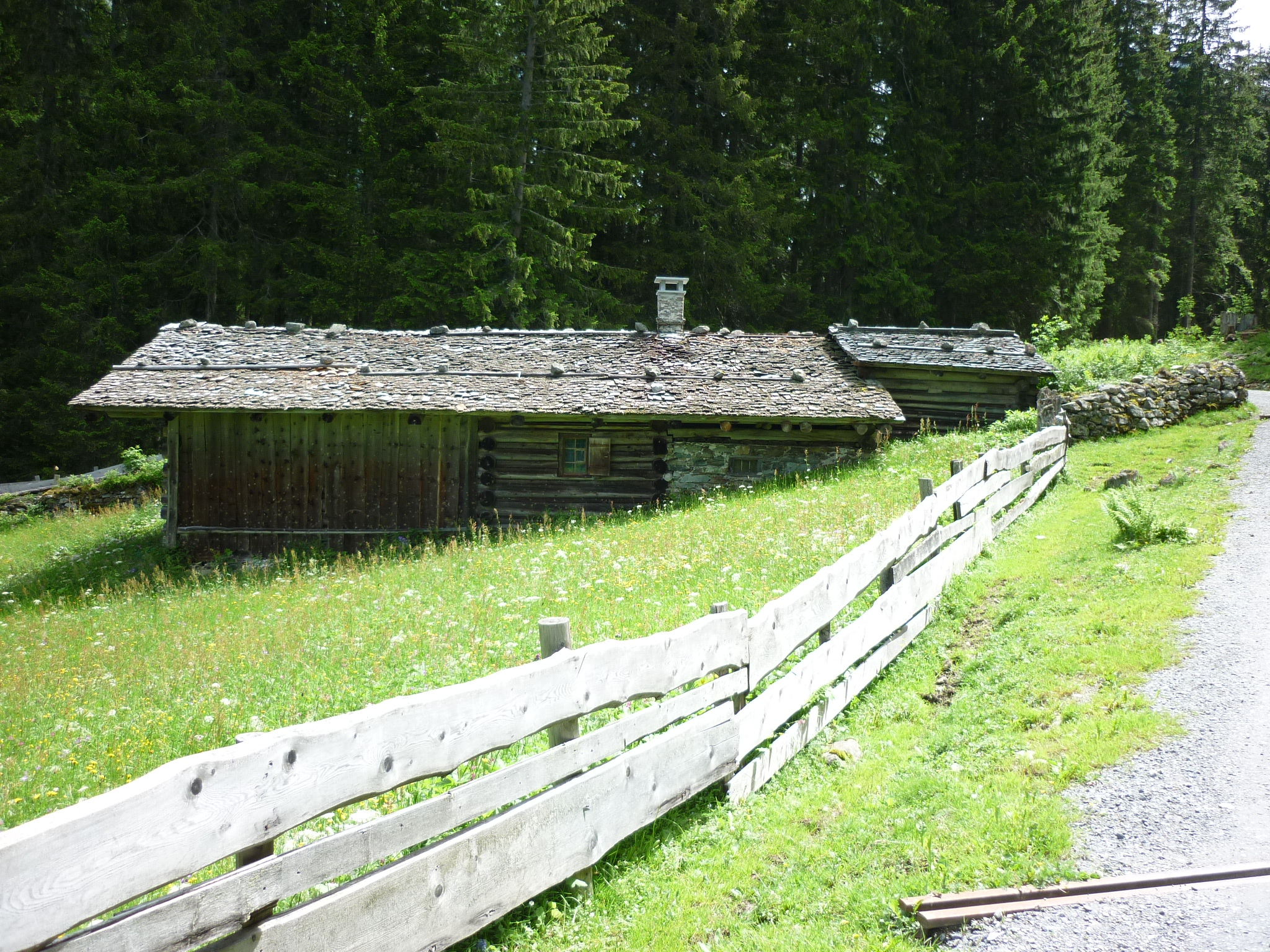
Tätschdach mit Schindeln im Walserdorf Klosters, mit originaler Schindelbedeckung

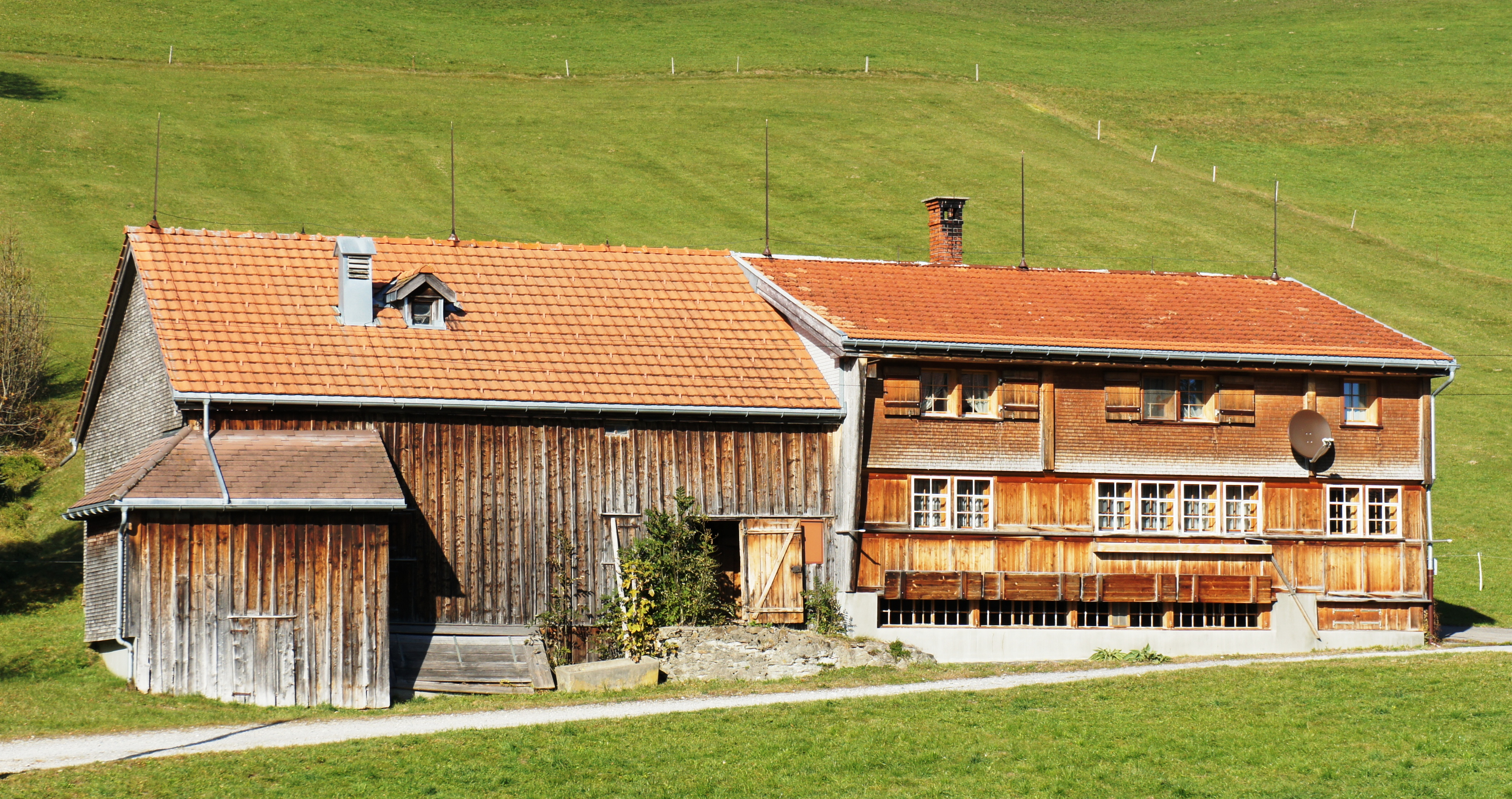
Appenzeller Bauernhaus mit Tätschdach, mit modernem Ziegeldach

Das Tätschdach ist ein flachgeneigtes und weitausladendes Satteldach, das besonders im voralpinen Raum häufig war. Nachdem im 17. Jahrhundert die billigen Eisennägel erfunden worden waren, wurde es möglich, Schindeln auch auf steilen Dächern zu fixieren, ohne dass diese wie zuvor abzurutschen drohten. In der Folge lösten im voralpinen Raum Dächer mit Steilgiebel allmählich die ursprünglich schwach geneigten Tätschdächer ab. Das Steilgiebeldach hat zum einen den Vorteil, dass das Wasser schneller abfliessen kann, und zum andern bietet es mehr Platz für zusätzliche Räume und den Dachboden. Ein Haus mit einem Tätschdach nennt man auch Tätschhaus.
Der Tätschmeister ist derjenige, der «die Gewalt in Händen» hat, der das Wort führt, der der Erste ist. Seit dem 20. Jahrhundert versteht man darunter insbesondere denjenigen, der eine Veranstaltung, ein Fest organisiert und leitet. Das Schweizerische Idiotikon führt Tätschmeister auf Tätsch in der Bedeutung «Zielscheibe, Bolzenfang beim Schiessen mit der Armbrust» zurück.